# (2689) Bruxelles
(2689) Bruxelles es un asteroide perteneciente al cinturón de asteroides, descubierto el 3 de febrero de 1935 por Sylvain Julien Victor Arend desde el Real Observatorio de Bélgica, Uccle.

## Designación y nombre
Designado provisionalmente como 1935 CF. Fue nombrado Bruxelles en homenaje a Bruselas, capital de Bélgica.